# Río Œuf
El río Œuf es un corto afluente del río Essonne con 32,5 km de longitud.
El río fluye en la región Centro-Valle de Loira y en los departamentos de Loiret.  

## Historia y uso actual
El río sirvió para mantener protegido al Castillo de Chamerolles durante siglos.[cita requerida]
Ahora solo se le da un uso decorativo y de alcantarillado en Pithiviers.[cita requerida]

## Comunas por las que pasa
- Chilleurs-aux-Bois
- Santeau
- Mareau-aux-Bois
- Escrennes
- Pithiviers-le-Vieil
- Pithiviers
- Bondaroy
- Dadonville
- Estouy
- La Neuville-sur-Essonne

## Afluentes
Solo tiene un afluente, ese es La Varnelle con solo 6 km
- Datos: Q3594110